# روتنبورگ آن در فولدا
شهر روتنبورگ آن در فولدا (به آلمانی: Rotenburg an der Fulda) در ایالت هسن در کشور آلمان واقع شده‌است.

## نگارخانه

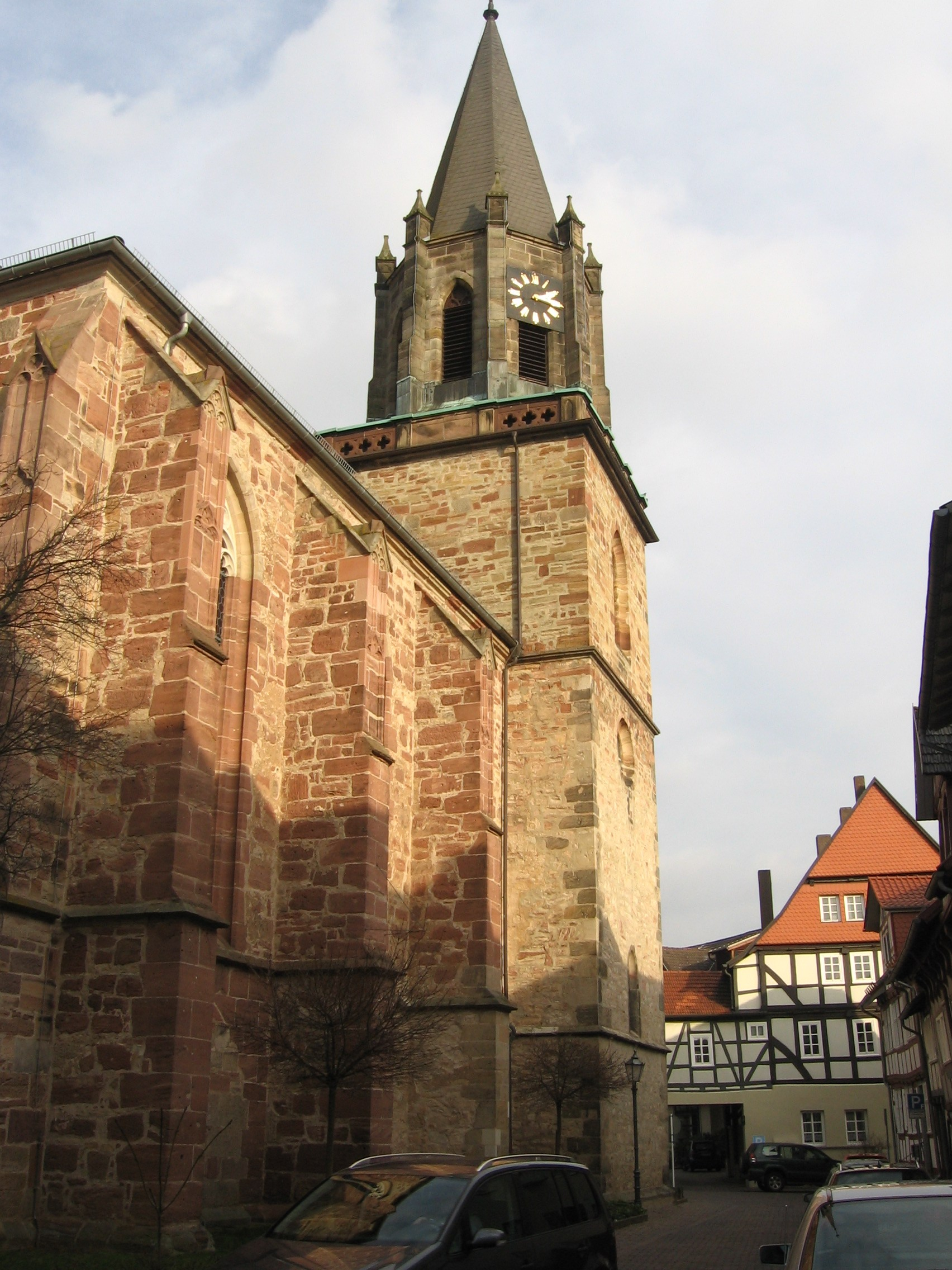
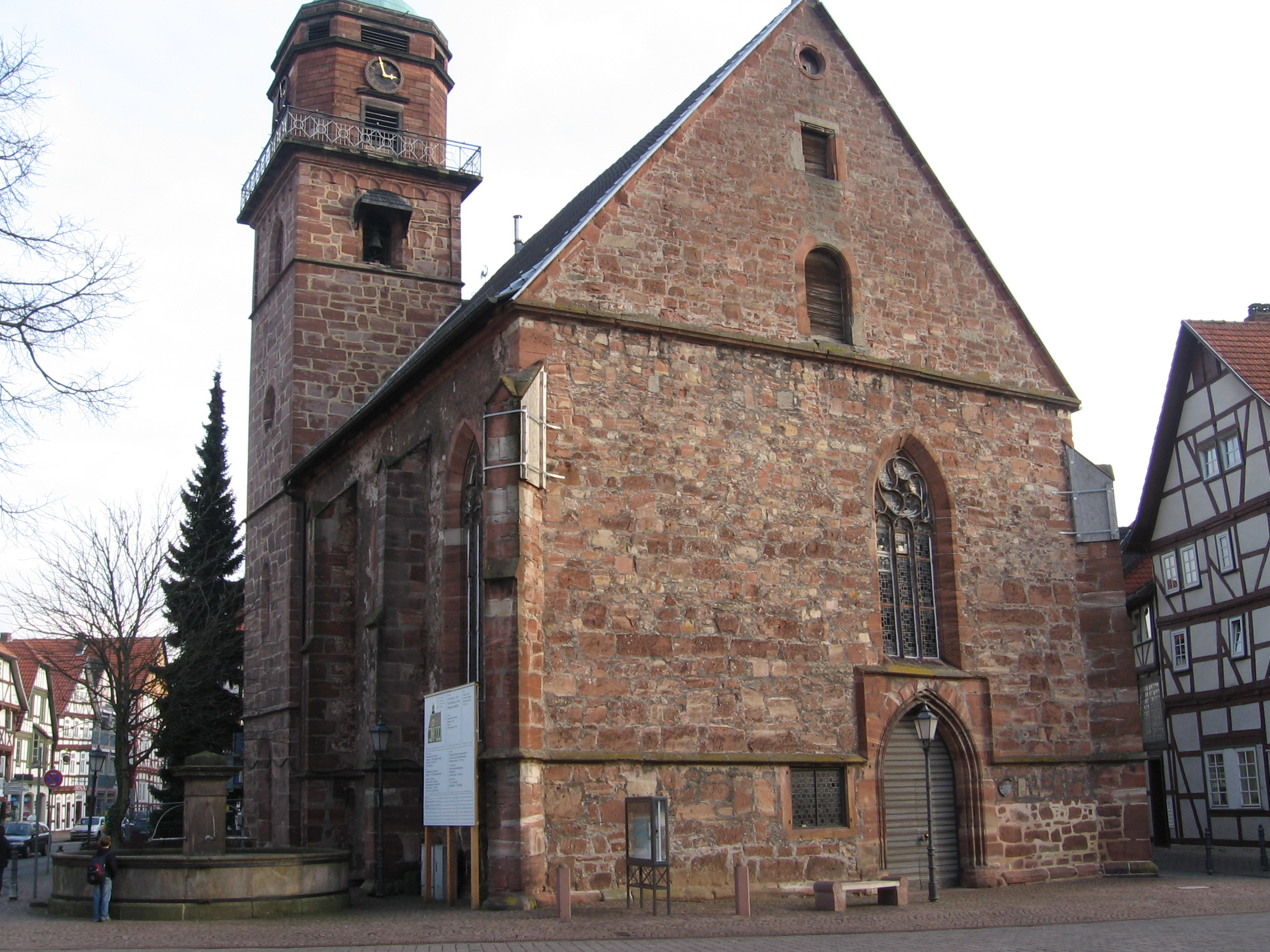
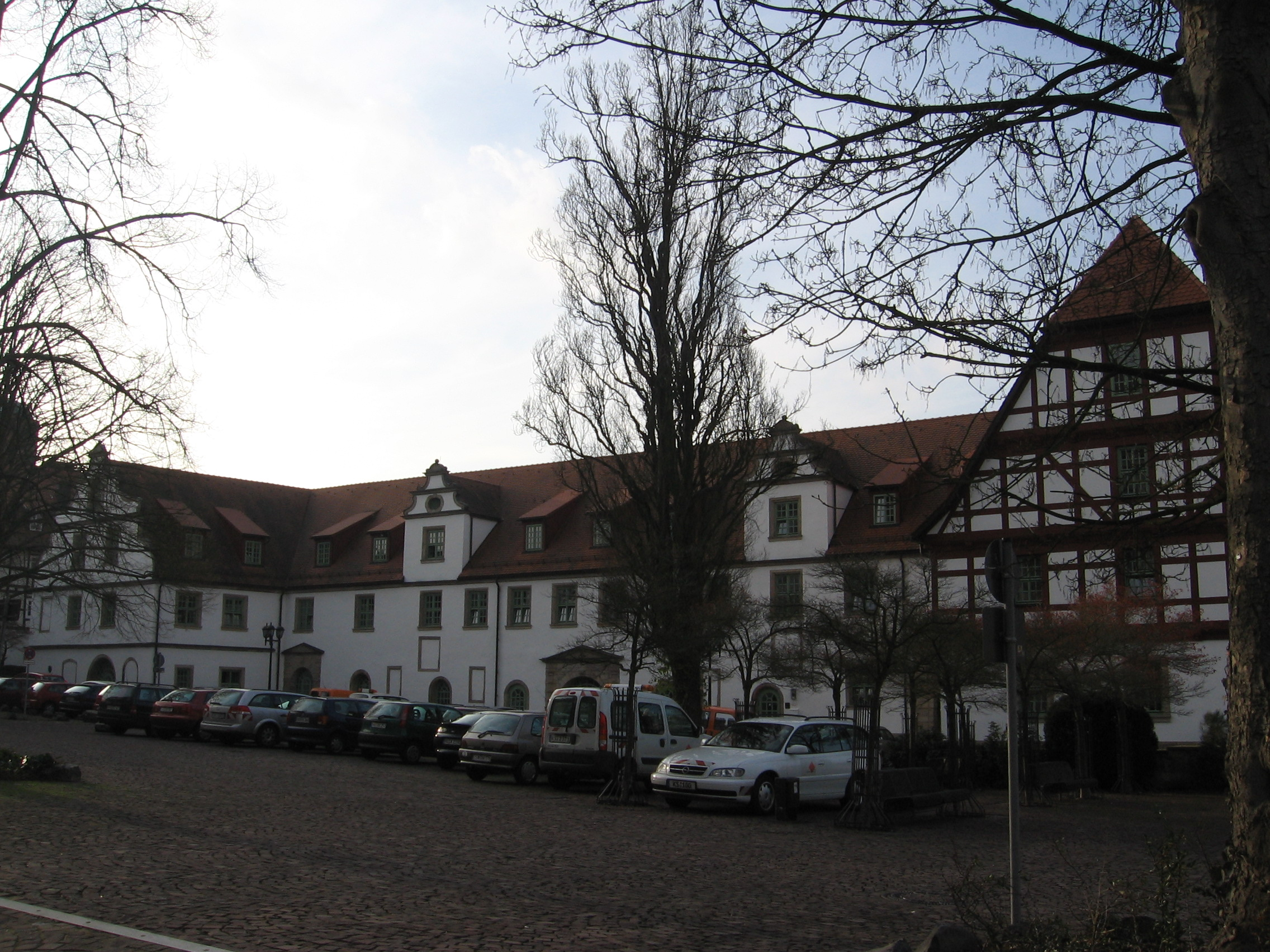
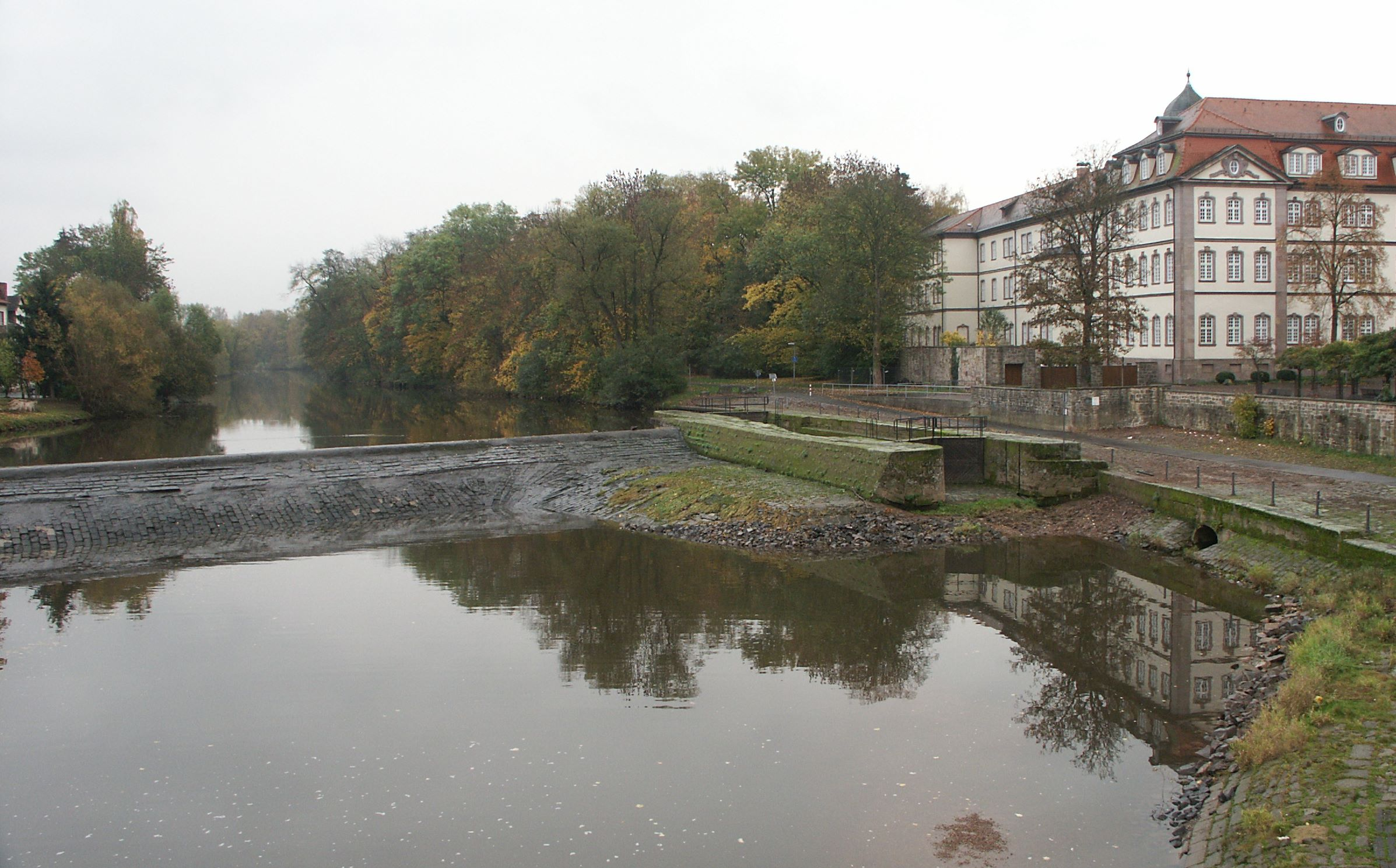
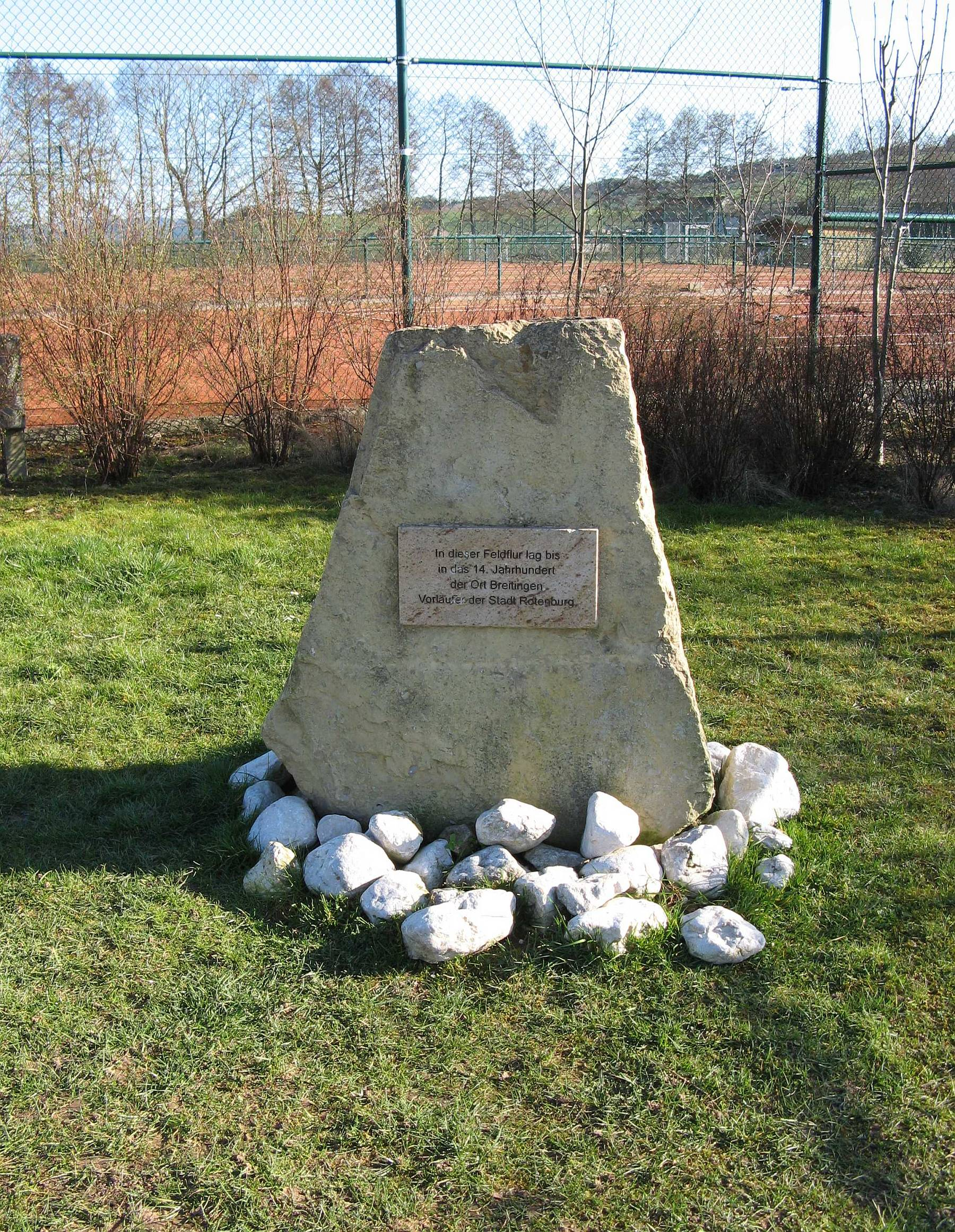